# Valentina Monetta

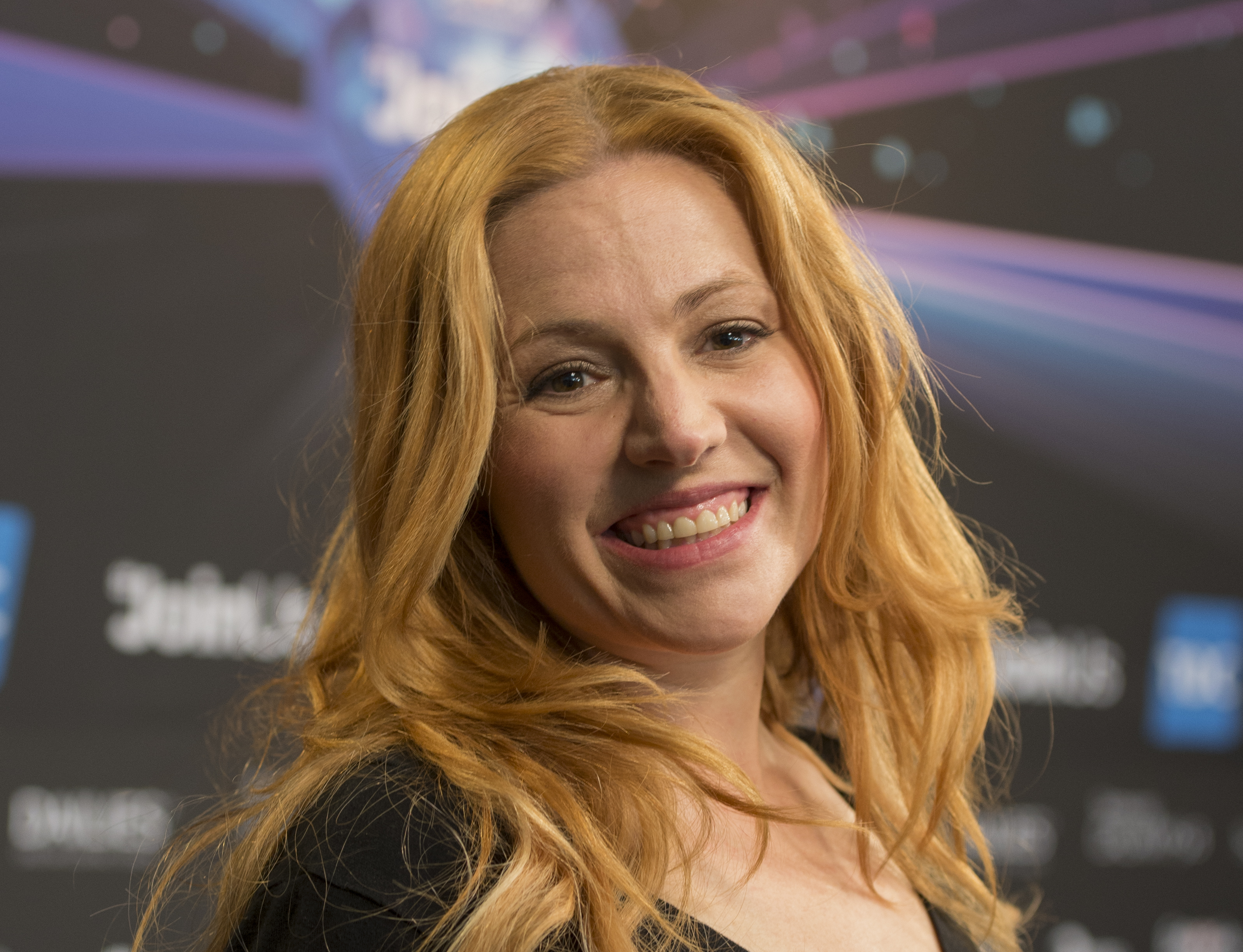
Valentina Monetta (2014)

Valentina Monetta (* 1. März 1975 in Stadt San Marino) ist eine Popsängerin aus San Marino.

## Leben und Karriere
Nach einem gescheiterten Versuch im Jahr 2008 wurde die Sängerin durch einen internen Vorentscheid des Senders RTV ausgewählt, San Marino beim Eurovision Song Contest 2012 in Baku zu vertreten. Der von Ralph Siegel komponierte Popsong Facebook Uh, Oh, Oh musste dabei textlich verändert werden, da kommerzielle Botschaften, in diesem Fall die Nennung des Netzwerkes Facebook, laut Regelwerk der EBU verboten sind. Der Titel wurde daher als The Social Network Song (oh oh -uh- oh oh) im ersten Halbfinale des Wettbewerbes vorgetragen. Nach Auswertung der Televoting- und Jury-Ergebnisse konnte sich Monetta aber nicht für das Finale qualifizieren.
Wie RTV Ende Januar bekannt gab, sollte Monetta ihr Heimatland auch beim Eurovision Song Contest 2013 in Malmö vertreten. Für den Song Chrysalis (ital. Crisalide) war erneut Siegel verantwortlich. Auch hier verpasste sie den Einzug ins Finale.
Nach dem Eurovision Song Contest 2013 wurde bekanntgegeben, dass Valentina Monetta auch 2014 für San Marino antreten wird. Mit dem Lied Maybe (Forse) qualifizierte sie sich im ersten Halbfinale des Wettbewerbs für das Finale am 10. Mai 2014 und war damit die erste Finalistin des Landes überhaupt. Sie landete schließlich auf dem drittletzten Platz.
Valentina Monetta sagte in einem Interview mit eurovision.tv, dass sie 2015 vielleicht noch einmal für San Marino antreten werde, was aber auch an ihrem Liedtitel Maybe gelegen haben könnte. Schlussendlich gab das san-marinesische Fernsehen SMRTV jedoch bekannt, dass Monetta 2015 nicht nochmals antreten werde und man derzeit nach einem Nachfolger suche. Am 3. April sagte Monetta in einem Interview, dass sie gegebenenfalls doch noch ein viertes Mal beim ESC teilnehmen wolle. Beim Wettbewerb 2015 in Wien war Monetta schließlich die Punktesprecherin für San Marino.
Am 12. März 2017 wurde bekannt gegeben, dass Monetta 2017 zum vierten Mal am ESC teilnehmen wird. In Kiew führte sie zusammen mit Jimmie Wilson das Lied „Spirit of the Night“ im zweiten Halbfinale auf. Auch hier verpasste sie den Einzug ins Finale und erhielt einzig und allein einen Punkt aus dem deutschen Televoting.
2018 präsentierte sie mit Questa donna insopportabile – Mina cantata a modo mio ein Tribut-Programm an die italienische Sängerin Mina im Teatro Titano.

## Diskografie

### Alben
- 2011: Il mio gioco preferito
- 2013: La storia di Valentina Monetta
- 2014: Sensibilita

### Singles
- 2002: Sharp
- 2008: Se Non Ci Sei Tu
- 2011: Una Giornata Bellissima
- 2012: The Social Network Song (OH OH – Uh – OH OH)
- 2012: I’ll Follow the Sunshine
- 2013: Crisalide
- 2013: L’amore Verrà
- 2013: A Kiss
- 2014: Maybe (Forse)
- 2014: Sensibilità
- 2017: Spirit of the Night (mit Jimmie Wilson)